# Кононенки
Кононенки (укр. Кононенки) — село,
Водянобалковский сельский совет,
Диканьский район,
Полтавская область,
Украина.
Код КОАТУУ — 5321082605. Население по переписи 2001 года составляло 1 человек.

## Географическое положение
Село Кононенки находится между реками Ольховая Говтва и Кратова Говтва (2,5 км),
в 1,5 км от села Водяная Балка.